# Asylosaurus
Asylosaurus là một chi khủng long, được Galton mô tả khoa học năm 2008.